# Djedkare Isesi
Djedkare Isesi a fost un faraon al Regatului Vechi al Egiptului.